# Lindernia bifolia
Lindernia bifolia é uma espécie botânica do gênero Lindernia pertencente à família Linderniaceae.